# Wojciech Skalmowski
Wojciech Jan Skalmowski (connu sous les pseudonymes de Maciej Broński, M. Broński, Piotr Meynert) est un écrivain et orientaliste (iranologue) polonais, né le 24 juin 1933 à Poznań, décédé le 18 juillet 2008 à Bruxelles, spécialiste de littérature, essayiste, romancier et critique littéraire.

## Biographie
Ses parents, Tadeusz Jan Skalmowski (1901-1978) et Helena née Bieszek (1894-1976), sont médecins. Au cours de la Seconde Guerre mondiale, il réside avec sa famille à Sedziszow près de Jędrzejów. Après la guerre, il suit les cours du lycée Karol-Marcinkowski de Poznań. De 1951 à 1956, il étudie l'orientalisme à l'université Jagellonne de Cracovie. Il est ensuite boursier de l'université Humboldt de Berlin, où il obtient en 1960 son doctorat. Il soutient ensuite une seconde thèse à l'université Jagellonne. À partir de 1960, il travaille au Département de linguistique générale de l'université Jagellonne. Dans les années 1950 et 1960 il publie dans des revues scientifiques, Folia Orientalia et Przegląd orientalistyczny, ainsi que des critiques de livres dans Tygodnik Powszechny (sous le pseudonyme de Piotr Meynert).
En 1968, il obtient une bourse de recherche bourse pour l'Iran, et décide après les événements de mars 1968 en Pologne de rester en exil. Il s'installe définitivement en Belgique, où il devient professeur à l'université catholique de Louvain (Katholieke Universiteit Leuven) (création de la section d'études iraniennes, enseignement l'histoire et la culture polonaises au département d'études slaves, de 1975 à sa retraite en 1998 professeur au Département d'études orientales et slaves). Durant l'année scolaire 1969-1970, il est chargé de cours en études iraniennes à l'université Harvard (États-Unis). 
Il obtient en 1977 le Prix littéraire de la fondation Kościelski pour ses essais et articles politiques et journalistiques publiés, notamment dans la revue de l'immigration polonaise Kultura, sous le nom de Maciej Broński.
Il est marié (en 1970) à Barbara Broel Plater.
Il meurt en 2008 à Bruxelles.